# Moscow (Pennsylvanie)
Pour les articles homonymes, voir Moscow.
Le borough de Moscow est situé dans le comté de Lackawanna, dans le Commonwealth de Pennsylvanie, aux États-Unis. Sa population s’élevait à 2 026 habitants lors du recensement de 2010.

## Source
- (en) Cet article est partiellement ou en totalité issu de l’article de Wikipédia en anglais intitulé « Moscow, Pennsylvania » (voir la liste des auteurs).